# 10e cérémonie des prix Feroz
La 10e cérémonie des Prix Feroz (ou Premios Feroz), organisée par l'Asociación de Informadores Cinematográficos de España, se déroule le 28 janvier 2023 à Saragosse et récompense les films et séries sortis en 2022.
Le film As bestas de Rodrigo Sorogoyen remporte trois prix : meilleur film dramatique, meilleur acteur dans un second rôle pour Luis Zahera et meilleure musique originale. Le film Cinco lobitos de Alauda Ruiz de Azúa remporte aussi trois prix : meilleure actrice pour Laia Costa, meilleure actrice dans un second rôle pour Susi Sánchez et meilleur scénario,.

## Palmarès

### Cinéma

#### Meilleur film dramatique
- As bestas de Rodrigo Sorogoyen
  - Nos soleils (Alcarràs) de Carla Simón
  - Cinco lobitos de Alauda Ruiz de Azúa
  - Modelo 77 de Alberto Rodríguez
  - Un an, une nuit (Un año, una noche) de Isaki Lacuesta

#### Meilleure comédie
- Compétition officielle de Mariano Cohn et Gastón Duprat
  - El cuarto pasajero de Álex de la Iglesia
  - Venez voir (Tenéis que venir a verla) de Jonás Trueba
  - Vasil de Avelina Prat
  - Voy a pasármelo bien de David Serrano

#### Meilleur réalisateur
- Carla Simón pour Nos soleils (Alcarràs)
  - Pilar Palomero pour La maternal
  - Carlota Martínez-Pereda pour Piggy (Cerdita)
  - Alauda Ruiz de Azúa pour Cinco lobitos
  - Rodrigo Sorogoyen pour As bestas

#### Meilleure actrice
- Laia Costa pour Cinco lobitos
  - Anna Castillo pour Les Tournesols sauvages (Girasoles silvestres)
  - Laura Galán pour Piggy (Cerdita)
  - Marina Foïs pour As bestas
  - Carla Quílez pour La maternal

#### Meilleur acteur
- Nacho Sánchez pour Creaturas (Mantícora)
  - Karra Elejalde pour Vasil
  - Miguel Herrán pour Modelo 77
  - Denis Ménochet pour As bestas
  - Nahuel Pérez Biscayart pour Un an, une nuit (Un año, una noche)
  - Luis Tosar pour À contretemps (En los márgenes)

#### Meilleure actrice dans un second rôle
- Susi Sánchez pour Cinco lobitos
  - Adelfa Calvo pour À contretemps (En los márgenes)
  - Ángela Cervantes pour La maternal
  - Carmen Machi pour Piggy (Cerdita)
  - Emma Suárez pour La consagración de la primavera

#### Meilleur acteur dans un second rôle
- Luis Zahera pour As bestas
  - Diego Anido pour As bestas
  - Ramón Barea pour Cinco lobitos
  - Jesús Carroza pour Modelo 77
  - Oriol Pla pour Les Tournesols sauvages (Girasoles silvestres)

#### Meilleur scénario
- Alauda Ruiz de Azúa pour Cinco lobitos
  - Carla Simón et Arnau Vilaró pour Nos soleils (Alcarràs)
  - Isabel Peña et Rodrigo Sorogoyen pour As bestas
  - Carlota Martínez-Pereda pour Piggy (Cerdita)
  - Fran Araújo, Isa Campo et Isaki Lacuesta pour Un an, une nuit (Un año, una noche)

#### Meilleure musique originale
- Olivier Arson pour As bestas
  - Aránzazu Calleja pour Cinco lobitos
  - Fernando Velázquez pour Les Lignes courbes de Dieu (Los renglones torcidos de Dios)
  - Julio de la Rosa pour Modelo 77
  - Raül Refree pour Un an, une nuit (Un año, una noche)

#### Meilleure bande annonce
- Marta Longás pour Piggy (Cerdita)
  - Miguel Ángel Trudu pour As bestas
  - Miguel Ángel Trudu pour Creaturas (Mantícora)
  - Aitor Tapia pour Modelo 77
  - Pedro J. Bernardo pour Les Lignes courbes de Dieu (Los renglones torcidos de Dios)

#### Meilleure affiche
- Carlos Vermut pour Creaturas (Mantícora)
  - Jordi Rins et Lucía Faraig pour As bestas
  - Eduardo Garcia et Jorge Fuembuena pour Piggy (Cerdita)
  - Gonzalo Rute et Quim Vives pour Les Tournesols sauvages (Girasoles silvestres)
  - Mica Murphy pour La consagración de la primavera

### Télévision

#### Meilleure série dramatique
- La ruta
  - ¡García!
  - Apagón
  - Intimidad
  - Rapa

#### Meilleure série comique
- No me gusta conducir
  - Autodefensa
  - Fácil
  - Las de la última fila

#### Meilleure actrice
- Claudia Salas pour La ruta
  - Nerea Barros pour La novia gitana
  - Itziar Ituño pour Intimidad
  - Mónica López pour Rapa
  - Nathalie Poza pour La Unidad (saison 2)

#### Meilleur acteur
- Juan Diego Botto pour No me gusta conducir
  - Luis Callejo pour Apagón
  - Javier Cámara pour Rapa
  - Álex García pour El inmortal
  - Àlex Monner pour La ruta

#### Meilleure actrice dans un second rôle
- Patricia López Arnaiz pour Intimidad
  - Marian Álvarez pour La Unidad (saison 2)
  - Elisabet Casanovas pour La ruta
  - Coria Castillo pour Fácil
  - Lucía Veiga pour Rapa
  - Leonor Watling pour No me gusta conducir

#### Meilleur acteur dans un second rôle
- David Lorente pour No me gusta conducir
  - Jesús Carroza pour Apagón
  - Ricardo Gómez pour La ruta
  - Emilio Gutiérrez Caba pour ¡García!
  - Vicente Romero pour La novia gitana
  - Luis Zahera pour La Unidad (saison 2)

#### Meilleur scénario de série
- La ruta
  - Apagón
  - Autodefensa
  - Fácil
  - Intimidad

### Prix spéciaux

#### Prix Feroz d'honneur
- Pedro Almodóvar

#### Prix Feroz Arrebato de fiction
- La piedad de Eduardo Casanova
- El agua de Elena López Riera
- Mi vacío y yo de Adrián Silvestre
- Pacifiction : Tourment sur les Îles de Albert Serra
- Unicorn Wars de Alberto Vázquez

#### Prix Feroz Arrebato documentaire
- La visita y un jardín secreto de Irene M. Borrego
- ¡Dolores guapa! de Jesús Pascual
- A las mujeres de España. María Lejárraga de Laura Hojman
- Cantando en las azoteas de Enric Ribes
- Pico Reja. La verdad que la tierra esconde de Remedios Malvárez et Arturo Andújar